# Incorporação (Direito)
No Direito, Incorporação é a operação, de ordem financeira e jurídica, por meio da qual uma pessoa jurídica absorve o patrimônio de outra, tendo como consequência a extinção da última, e continuidade da primeira. Desaparece a sociedade incorporada, permanecendo, porém, com a sua natureza jurídica inalterada, a sociedade incorporadora.
Difere da fusão, que é quando ambas empresas são extintas para criação da terceira entidade, a partir das duas.
Difere de cisão, que é a operação pela qual a sociedade transfere todo ou uma parcela do seu patrimônio para uma ou mais sociedades.
Difere de aquisição, que é a compra de uma empresa, normalmente de menor tamanho, total ou parcial, maioritária ou minoritária, [carece de fontes?] e que não implica necessariamente a extinção da empresa adquirida.
Incorporação, fusão, e cisão são termos jurídicos, definidos na Lei 6.404/76 (das S.A), e tem como consequência a transformação (extinção ou criação) de uma ou mais sociedades. Já aquisição, é um termo principalmente financeiro [carece de fontes?], que pode ou não, implicar a extinção da sociedade adquirida.
O que a  Lei 6.404/76 sim que define e regula é a oferta pública de aquisição, que é um caso particular de aquisição, aplicável apenas à aquisição parcial ou total de ações de empresas de capital aberto. Uma OPA não implica necessariamente a extinção da empresa adquirida, e portanto não deve ser confundida com uma incorporação.
No Direito empresarial, a lei brasileira que traz regras sobre as incorporações é a Lei 6.404/76. De acordo com esta lei, quando uma sociedade é absorvida por outra, esta última lhe sucede em todos os direitos e obrigações (Lei das S.A. - Lei nº 6.404, de 1976, art. 227; Código Civil - Lei nº 10.406, de 2002, art. 1116).